# 长沙铜官窑博物馆
长沙铜官窑博物馆，位于中国长沙，设立于2017年，总投资1.2亿元，是展现唐代长沙铜官窑陶瓷文化发展史的专题博物馆。
长沙铜官窑始于东汉，是唐代外销第一窑，与浙江越窑、河北邢窑并称“南青北白长沙彩”。

## 历史沿革
2017年12月1日，长沙铜官窑博物馆设立。
2018年5月14日，长沙铜官窑博物馆正式开馆。

## 展厅展品
博物馆建筑面积11437㎡，以“诗意的彩瓷”为主题，分为序厅、千年的积淀、瓦渣坪往事、土火之艺、教育互动区、彩韵唐风、世界的长沙窑等七个展厅，布展面积达5200平方米。
展出文物数量达1000余件，品类十分丰富，器类有壶、罐、洗、盂、碗、碟、杯、盒以及枕、烛台、动物雕塑等；釉色有青釉、蓝釉、黑釉、绿釉、白釉以及窑变釉等；色彩有褐彩、绿彩、蓝彩和铜红彩等；装饰工艺有绘画、诗文、题记、警句、广告语、印花、模印贴花、雕塑等。
博物馆有按1∶1比例复制的阿拉伯远洋航船“黑石号”，“黑石号”沉船出水的归国文物也备受关注。